# 1931 في البرازيل
فيما يلي قوائم الأحداث التي وقعت خلال عام 1931 في البرازيل.

## رياضة
- 1 يناير – بطولة باوليستا 1931 الفائز نادي ساو باولو.

## مواليد

### يناير
- 15 يناير – خوسيه دي كارفاليو فيلهو
- 23 يناير – جواكيم ألبينو لاعب كرة قدم برازيلي.

### فبراير
- 14 فبراير – أوقستو دي كامبوس
- 14 فبراير – نيوتن دي سوردي لاعب كرة قدم برازيلي.

### مارس
- 1 مارس – إنديو لاعب كرة قدم برازيلي.
- 2 مارس – روث روتشا كاتبة للأطفال برازيلية.

### يونيو
- 10 يونيو – جواو جيلبيرتو مغن وعازف غيتار برازيلي.
- 18 يونيو – فيرناندو أنريك كاردوسو

### يوليو
- 12 يوليو – جواو باولو دوس ريس فيلوسو عالم اقتصاد برازيلي.
- 26 يوليو – تيلي سانتانا لاعب ومدرب كرة قدم برازيلي.

### أغسطس
- 1 أغسطس – دينو دا كوستا لاعب كرة قدم إيطالي.
- 9 أغسطس – ماريو زاغالو لاعب كرة قدم برازيلي.

### سبتمبر
- 3 سبتمبر – باولو معلوف سياسي برازيلي.
- 19 سبتمبر – ريكاردو كابانيما سبّاح برازيلي.

### نوفمبر
- 23 نوفمبر – جويل أنطونيو مارتينز لاعب كرة قدم برازيلي.

### ديسمبر
- 15 ديسمبر – خوسيه ويلسون لاعب خماسي حديث برازيلي.
- 21 ديسمبر – ويزلي ديوك لي فنان برازيلي.

## وفيات

### يونيو
- 9 يونيو – هنريكي أوزوالد (مواليد 1852) ملحن برازيلي.

### أكتوبر
- 6 أكتوبر – أوسكار كوكس (مواليد 1880) لاعب كرة قدم برازيلي.